# Святець
Святе́ць — село в Україні, у Теофіпольській селищній громаді Хмельницького району Хмельницької області, за 9 км від центру територіальної громади. Населення становить близько 2 000 осіб.

## Географія
Селом протікає річка Калинівка, права притока Горині.

## Назва
Перші згадки у архівних документах датуються 30 липням 1420 року. Село згадується під назвою Руда-Святець. Очевидно, тут у XV – XVII столітті видобували болотяну залізну руду. Для цього потрібно було багато робочих рук. Отож власник рудника заснував невеличке поселення для трудівників. Можливо, першим поселенцем був святець (святий отець) — так раніше називали священників. Звідси і пішла назва села. За іншою версією, назва села походить від слова «Схватець», адже сюди часто робили набіги монголо-татари, які «схвачували» в полон тутешніх жителів.
Є й інша версія походження назви. За легендою, коли люди чули, що насувались татари, вони бігли до річки Калинівки, навколо якої були великі непрохідні болота та чагарники. Багато людей вбереглось від татар, ховаючись у цій місцевості. Тоді ті, хто залишився живим і не потрапив у полон, це місце стали називати святим. Врятовані люди заснували поселення, якому дали назву Святець (Святе місце).

## Населення

### Мова
Розподіл населення за рідною мовою за даними перепису 2001 року:
| Мова            | Кількість | Відсоток |
| --------------- | --------- | -------- |
| українська      | 2267      | 99.26%   |
| російська       | 8         | 0.34%    |
| вірменська      | 4         | 0.18%    |
| білоруська      | 1         | 0.04%    |
| інші/не вказали | 4         | 0.18%    |
| Усього          | 2284      | 100%     |

## Історія
Сільська громада у 70-х роках XIX століття власними коштами збудувала в селі однокласне училище, яке й сама фінансово утримувала. Згодом цей освітній заклад став двокласним, додалася ще й жіноча церковно-парафіяльна школа. Перед Першою світовою війною у Святці вже діяв фельдшерський пункт.
Станом на 1885 рік у колишньому власницькому селі, Святецької волості Кременецького повіту Волинської губернії, мешкало 2050 осіб, налічувалось 299 хат, існували
3 православні церкви, 2 каплиці, школа, 2 постоялих двори, 2 постоялих будинки, лавка, вітряний млин, винокурний завод.
За переписом 1897 року кількість мешканців зросла до 2865 осіб (1375 чоловічої статі та 1490 — жіночої), з яких 2770 — православної віри.
7 (20) листопада 1917 року, відповідно до.Третього Універсалу Української Центральної Ради, увійшло до складу Української Народної Республіки.
23 лютого 1959 року село Святець Мануїльського району перейменували на село Мануїльське а Святецьку сільську Раду - на Мануїльську. Історичні назви повернуто у 1991 році.
12 червня 2020 року, відповідно до розпорядження Кабінету Міністрів України № 727-р «Про визначення адміністративних центрів та затвердження територій територіальних громад Хмельницької області», увійшло до складу Теофіпольської селищної громади.
19 липня 2020 року, в результаті адміністративно-територіальної реформи та ліквідації Теофіпольського району, село увійшло до складу Хмельницького району.
З лютого 2022 року у селі діє волонтерський центр.

## Економіка
ТОВ Святець

## Відомі люди

### Народилися
- Боярчук Дмитро Іванович (* 1942) — український прозаїк.
- Коваль Каленик Степанович (1882 — 1960-ті) — військовик
- Мануїльський Дмитро Захарович (1883 — 1959) — комуністичний партійний діяч УРСР
- Марценюк Степан Пилипович (1917-1998) — український філософ і педагог.
- Сакович Христофор (1833—1897) — релігійний діяч[10]
- Сорока Артем Максимович (1902 — 1940) — Герой Радянського Союзу.
- Толопко Степан—український військовослужбовець, учасник російсько-української війни[11].

## Галерея

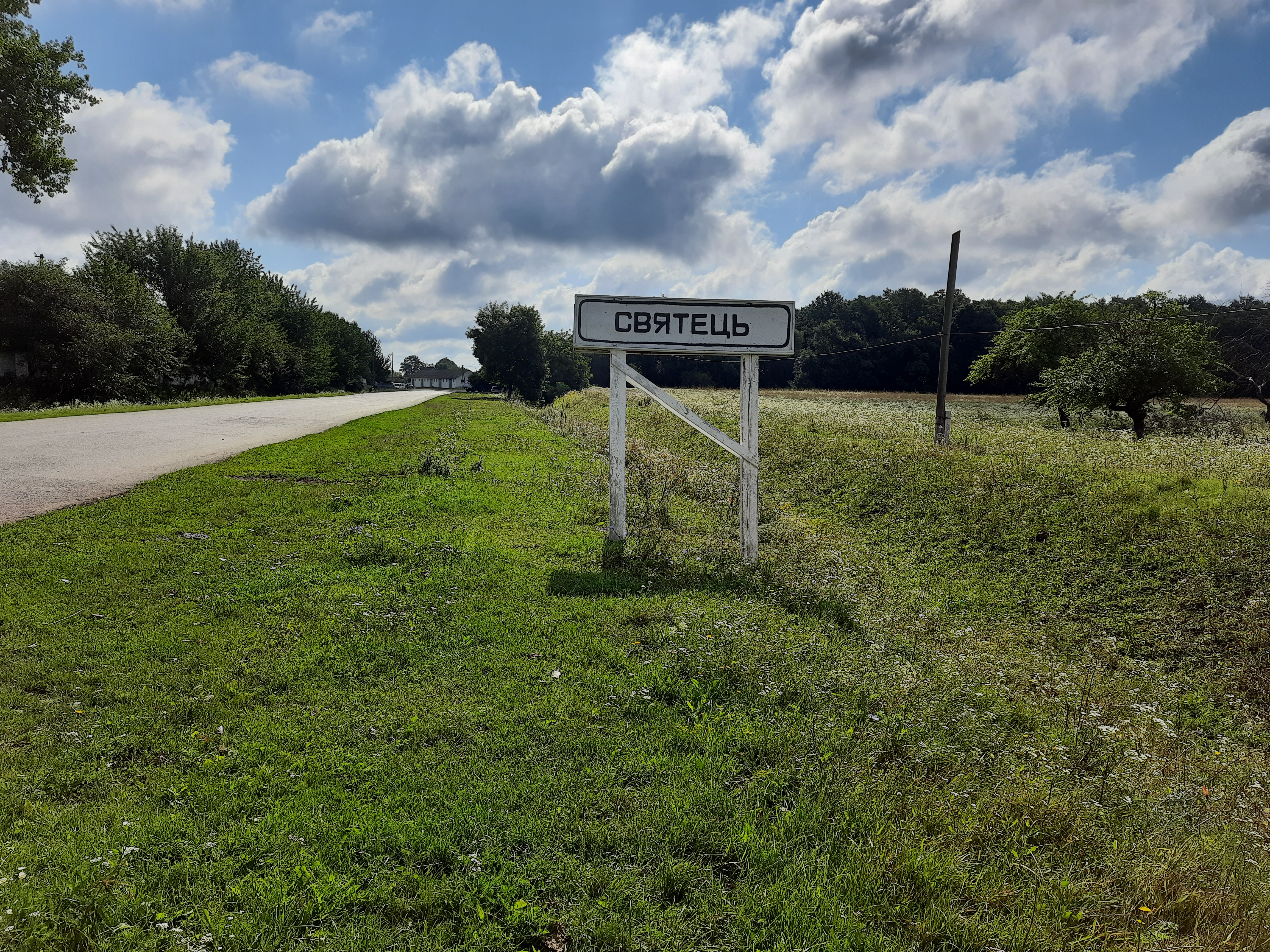
Дорожній знак при в'їзді в село
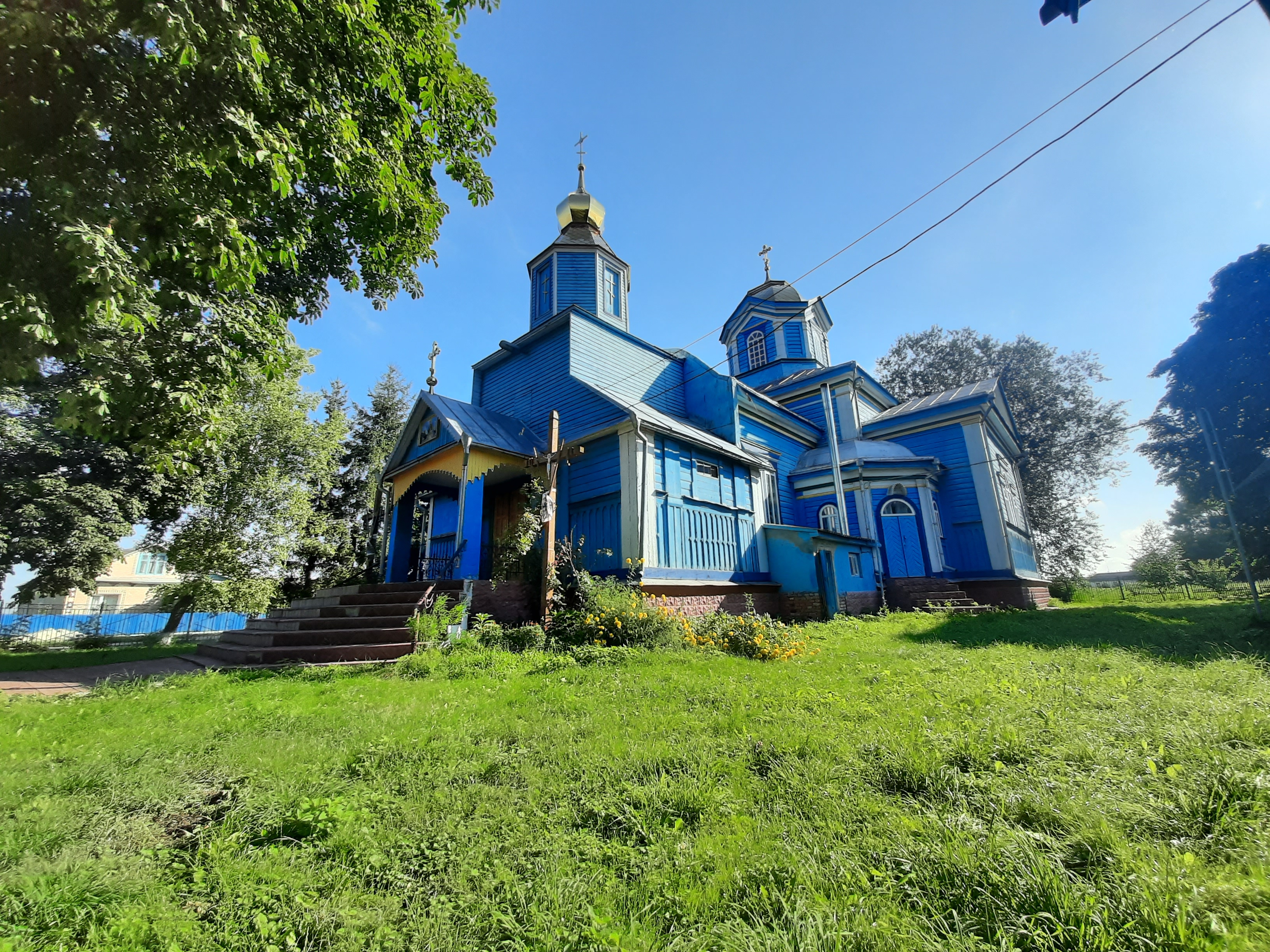
Церква Різдва Пресвятої Богородиці
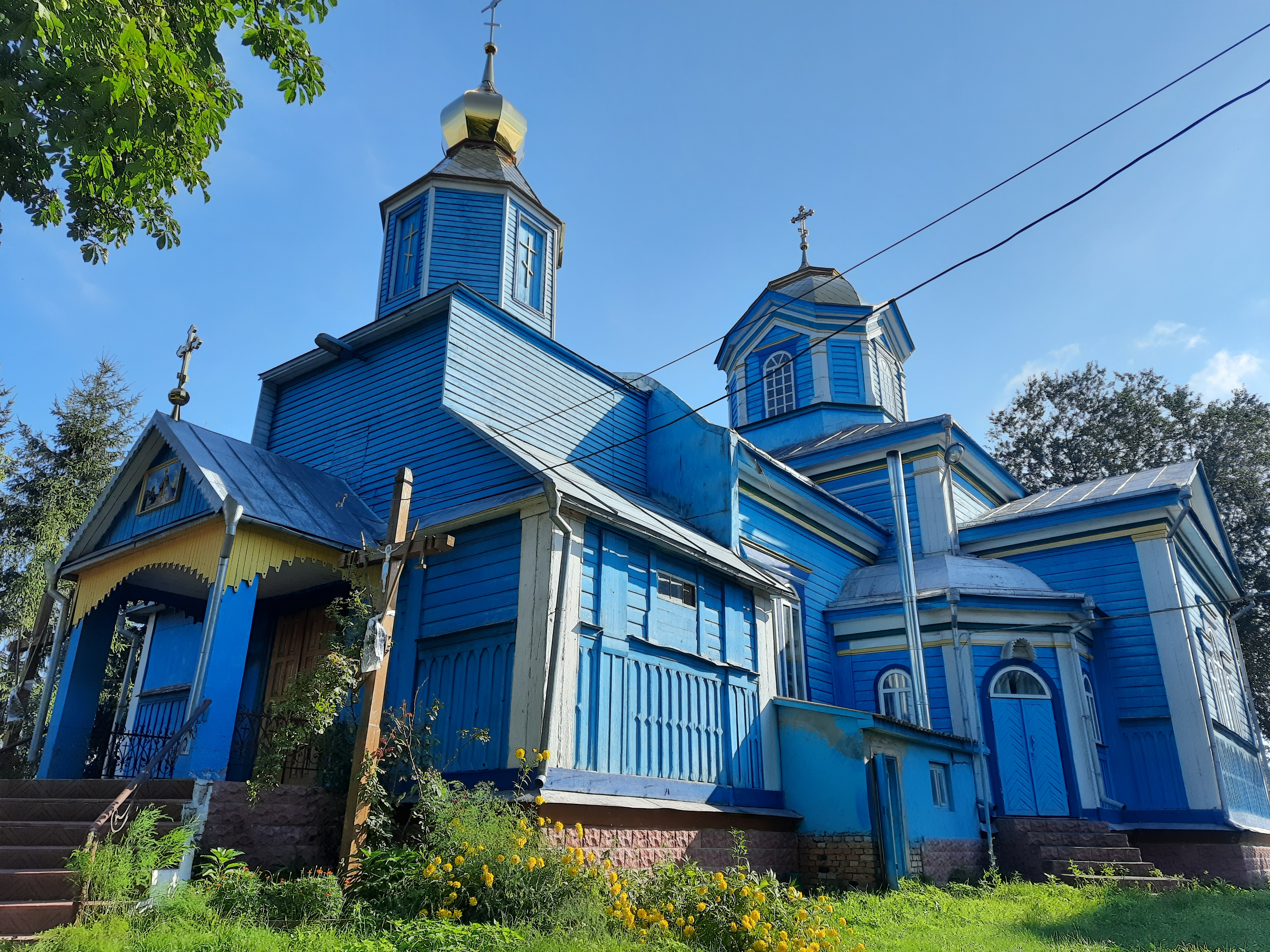
Церква Різдва Пресвятої Богородиці
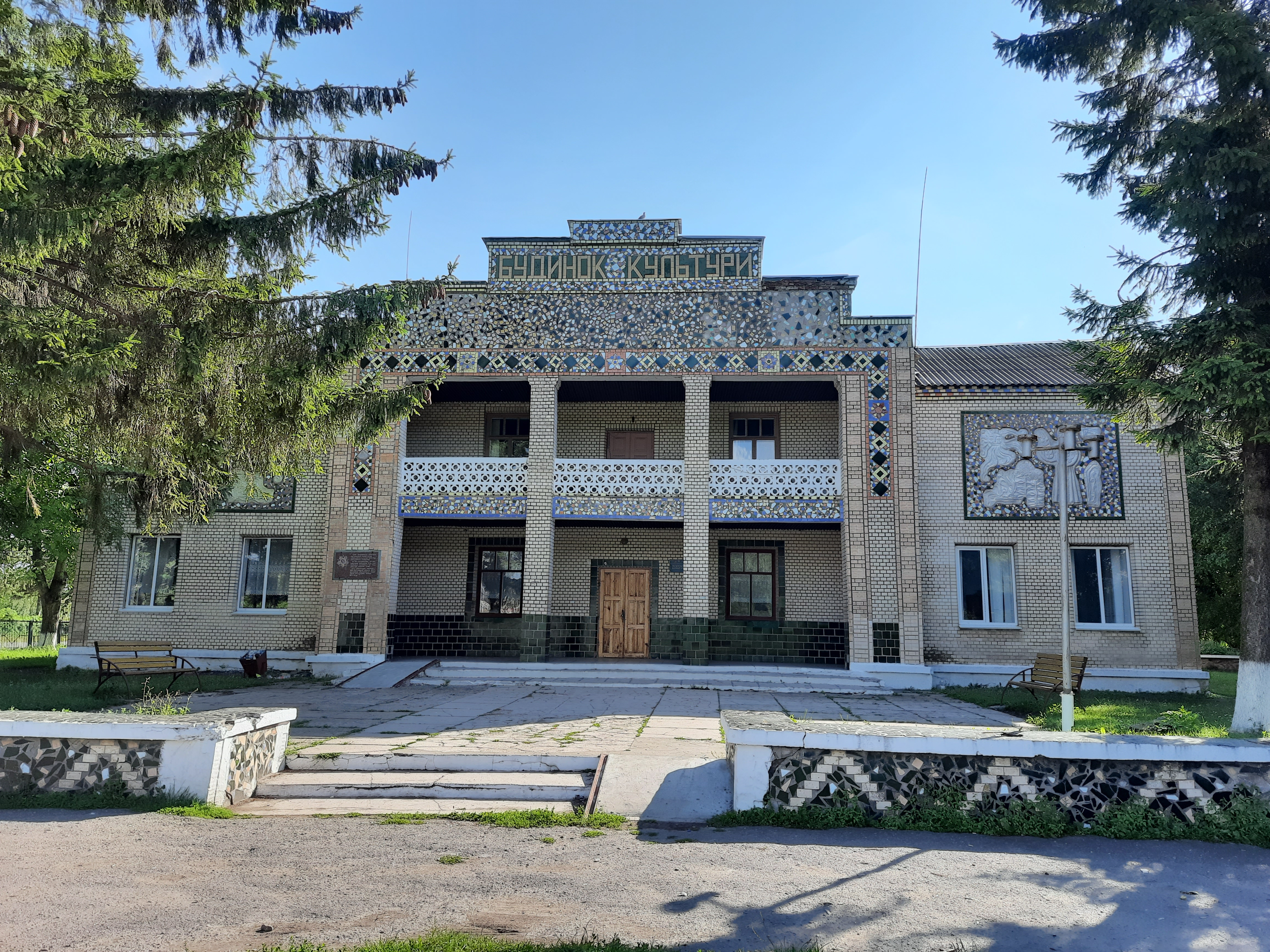
Будинок культури
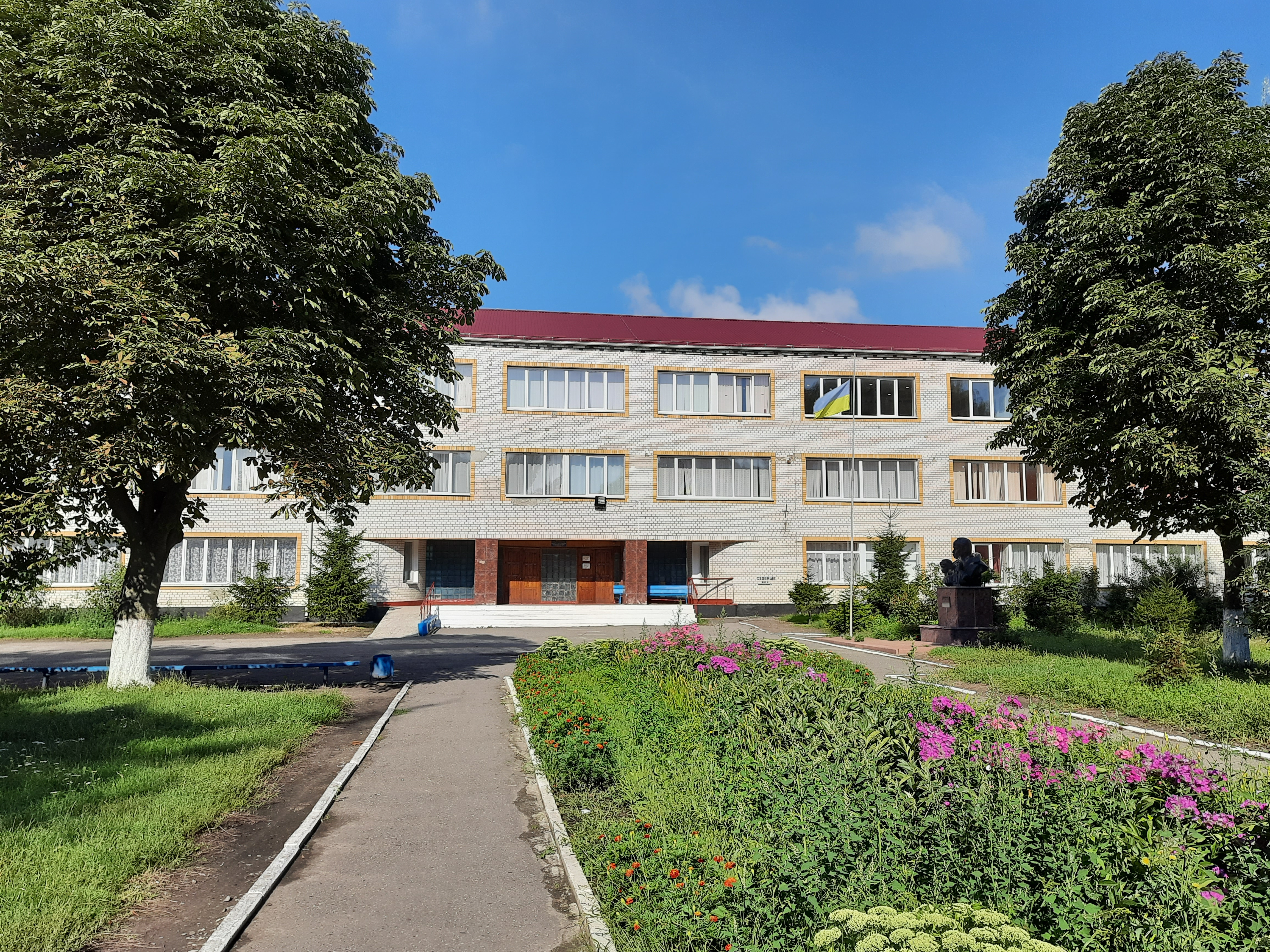
Школа
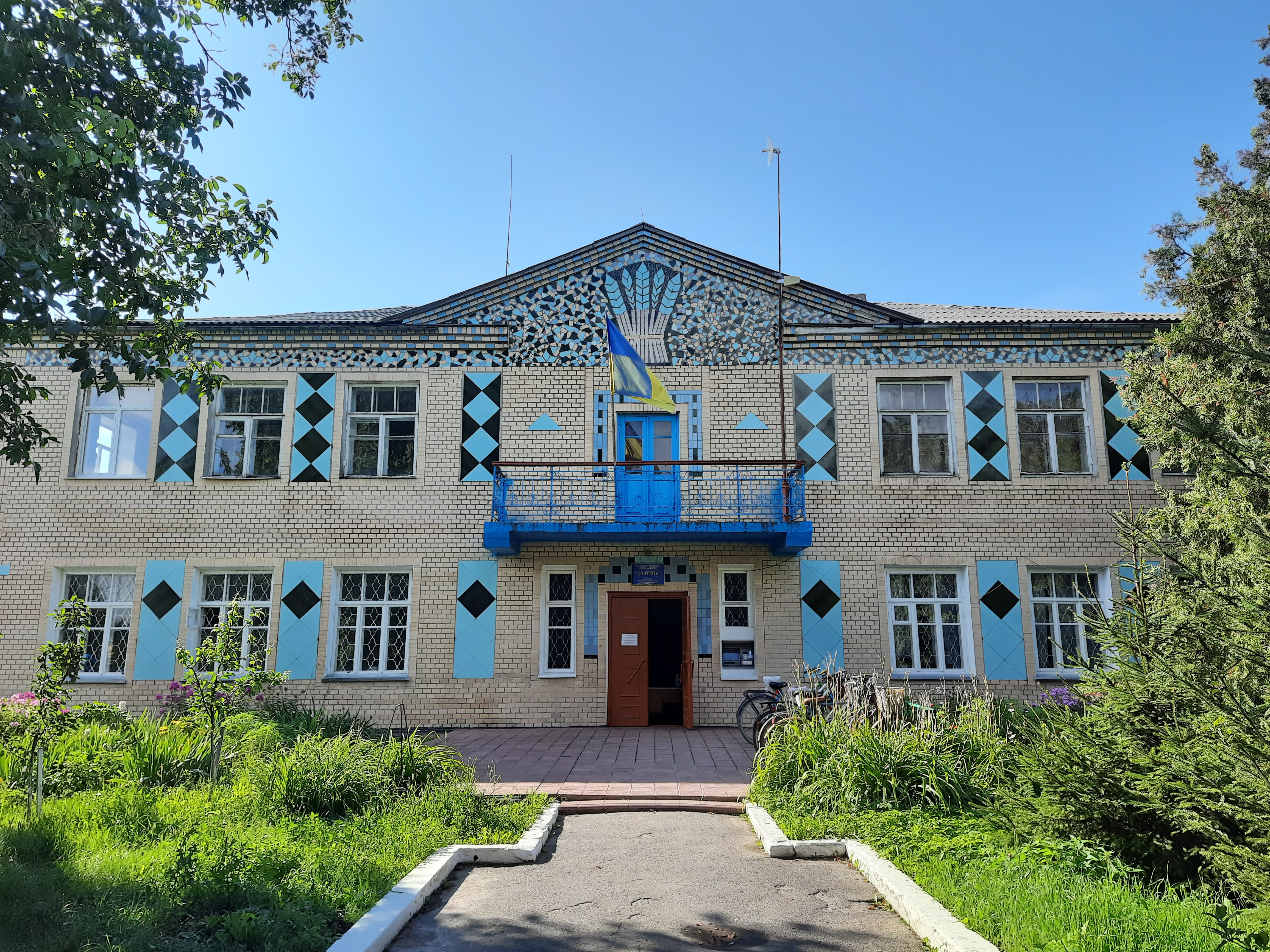
Контора ТОВ "Святець"
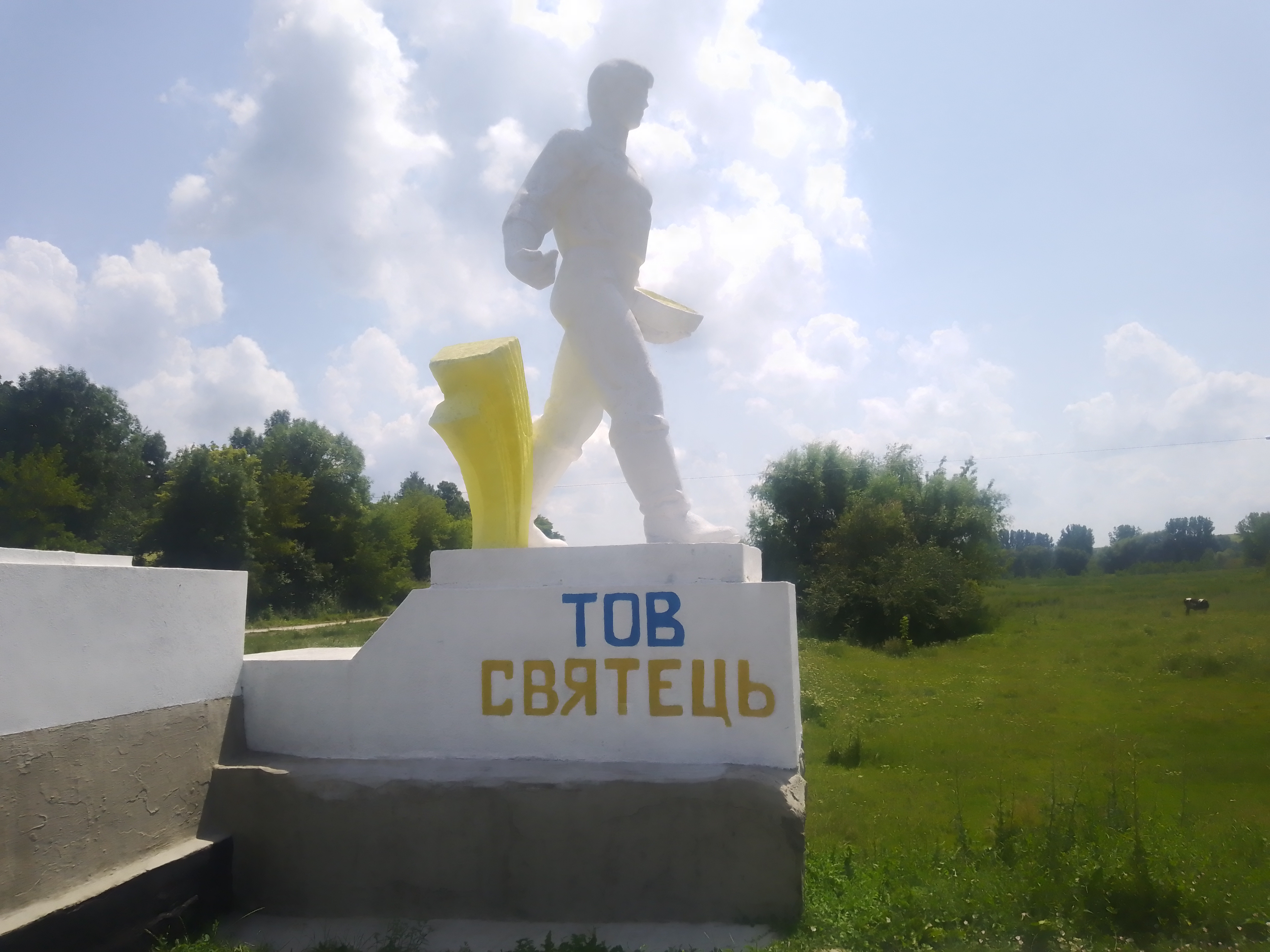
Сівач на межі Святецького старостинського округу
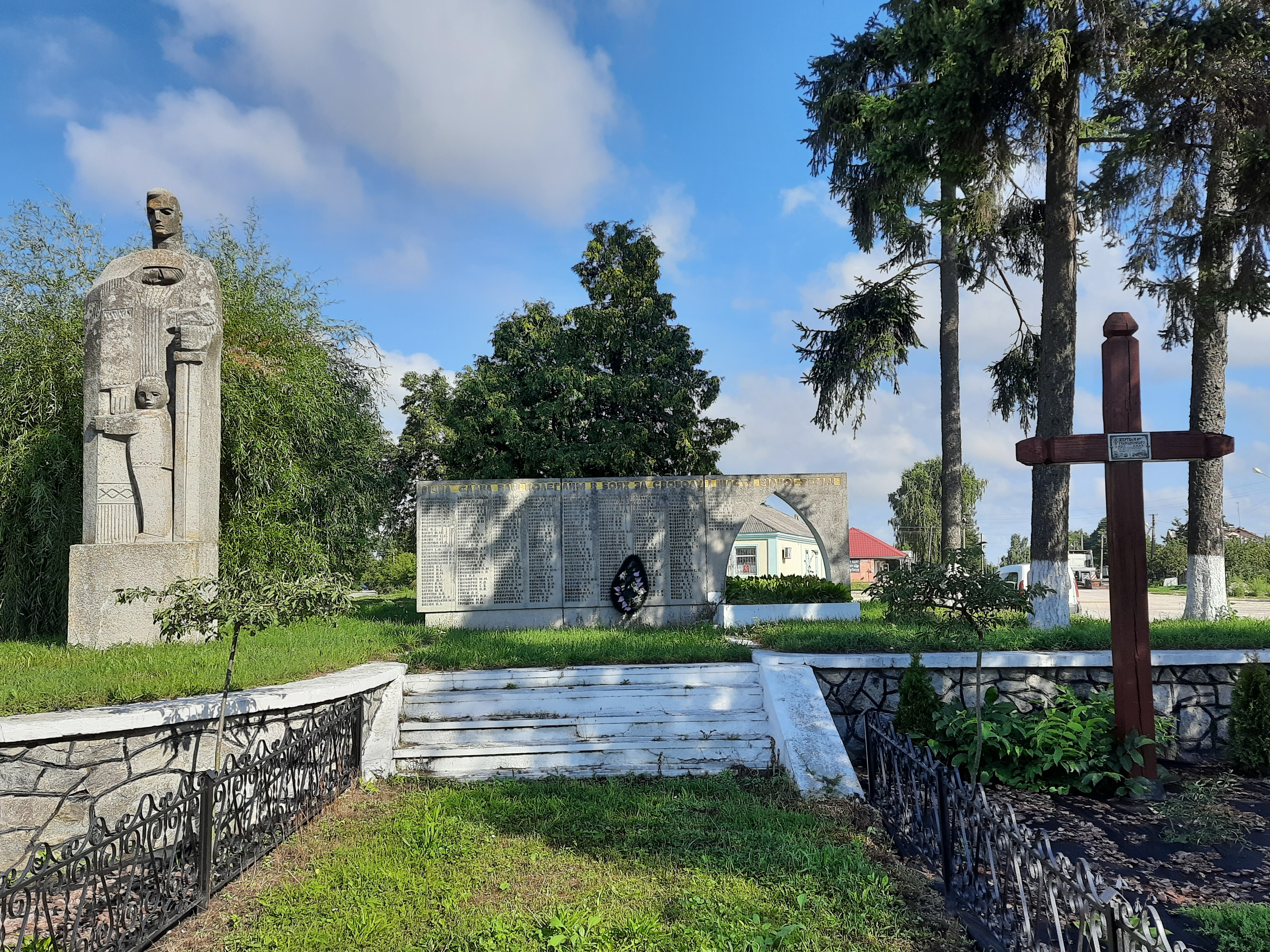
Меморіал загиблим односельцям.
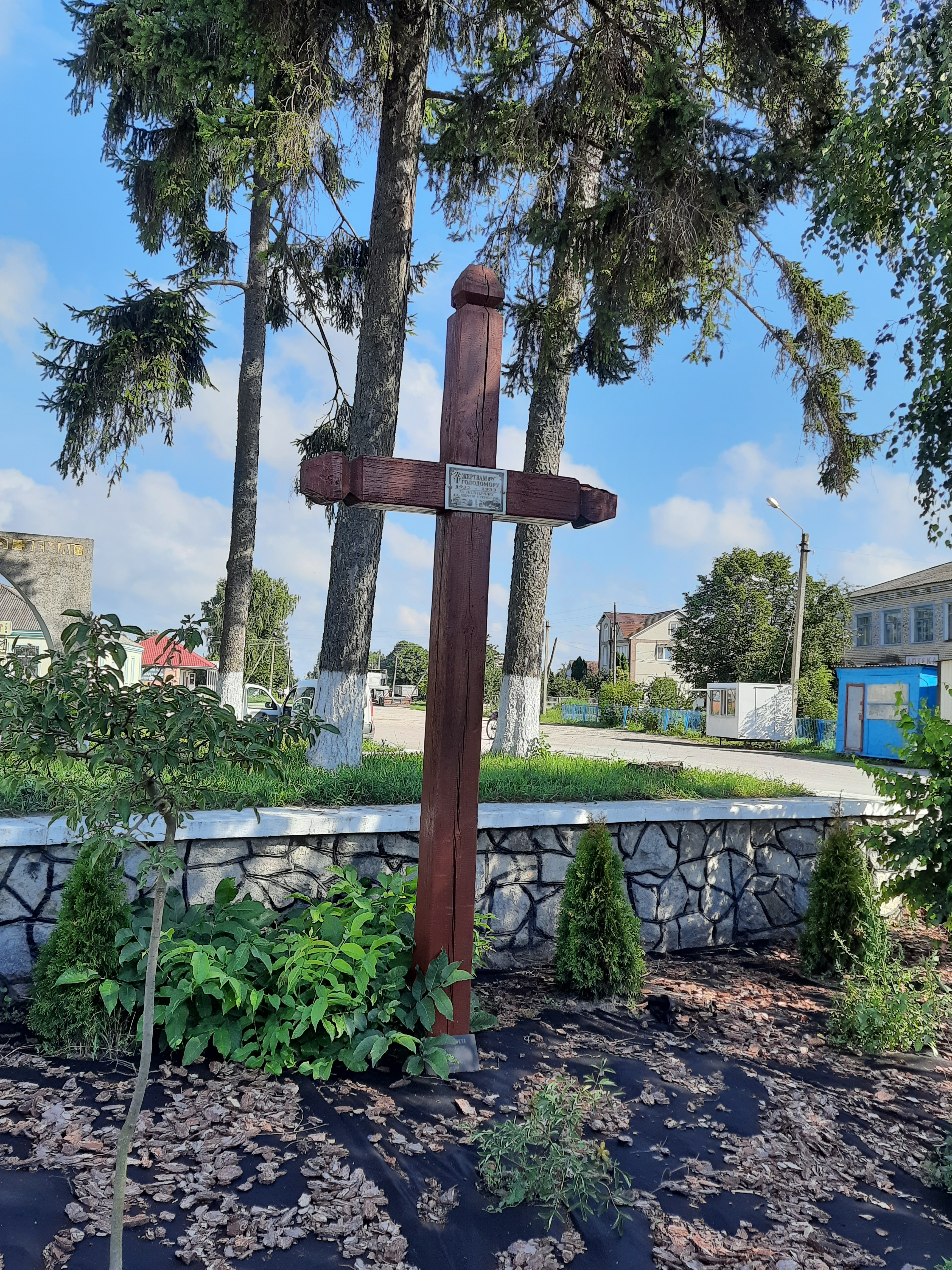
Пам'ятний хрест жертвам голодомору
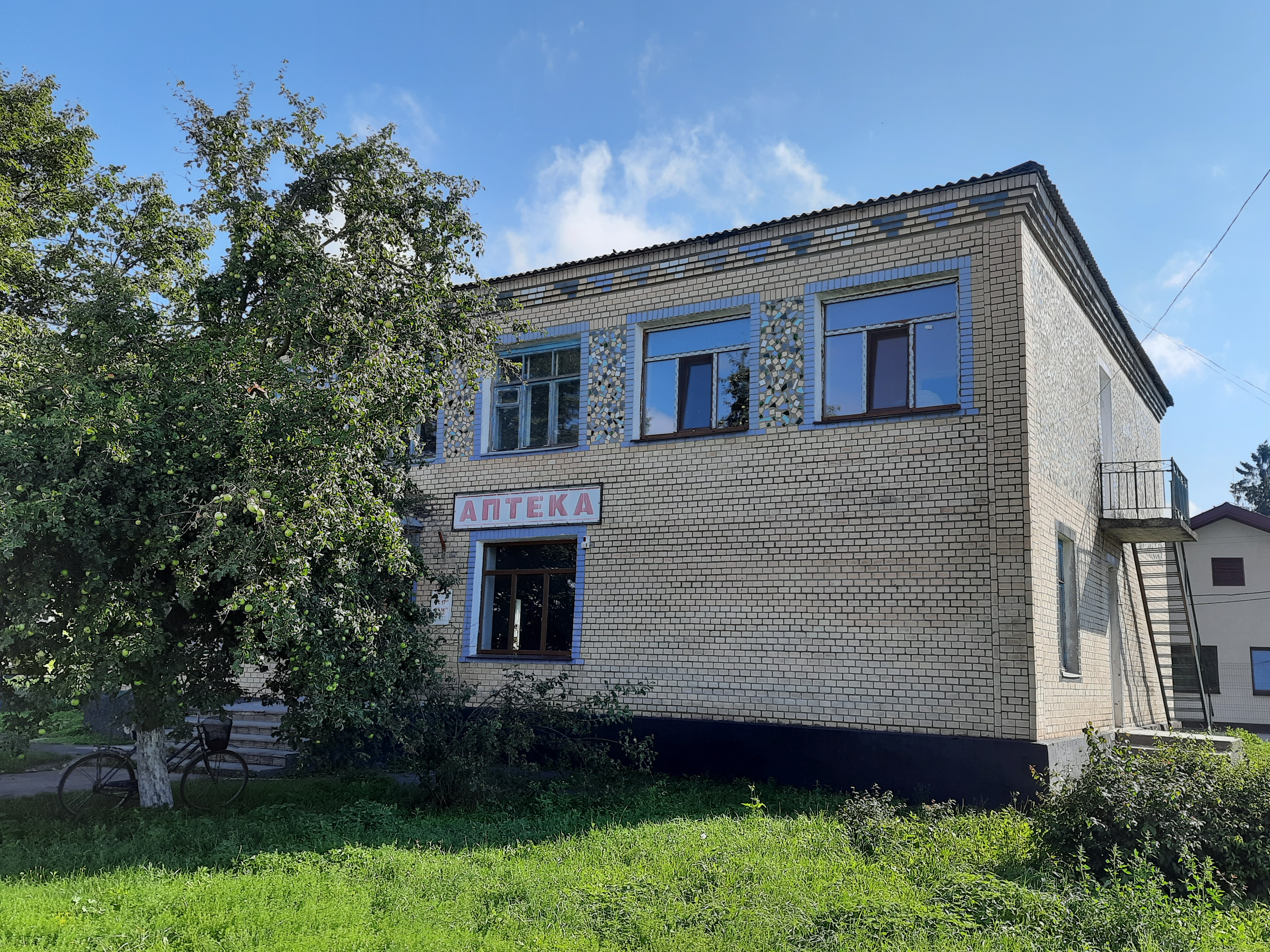
Аптека
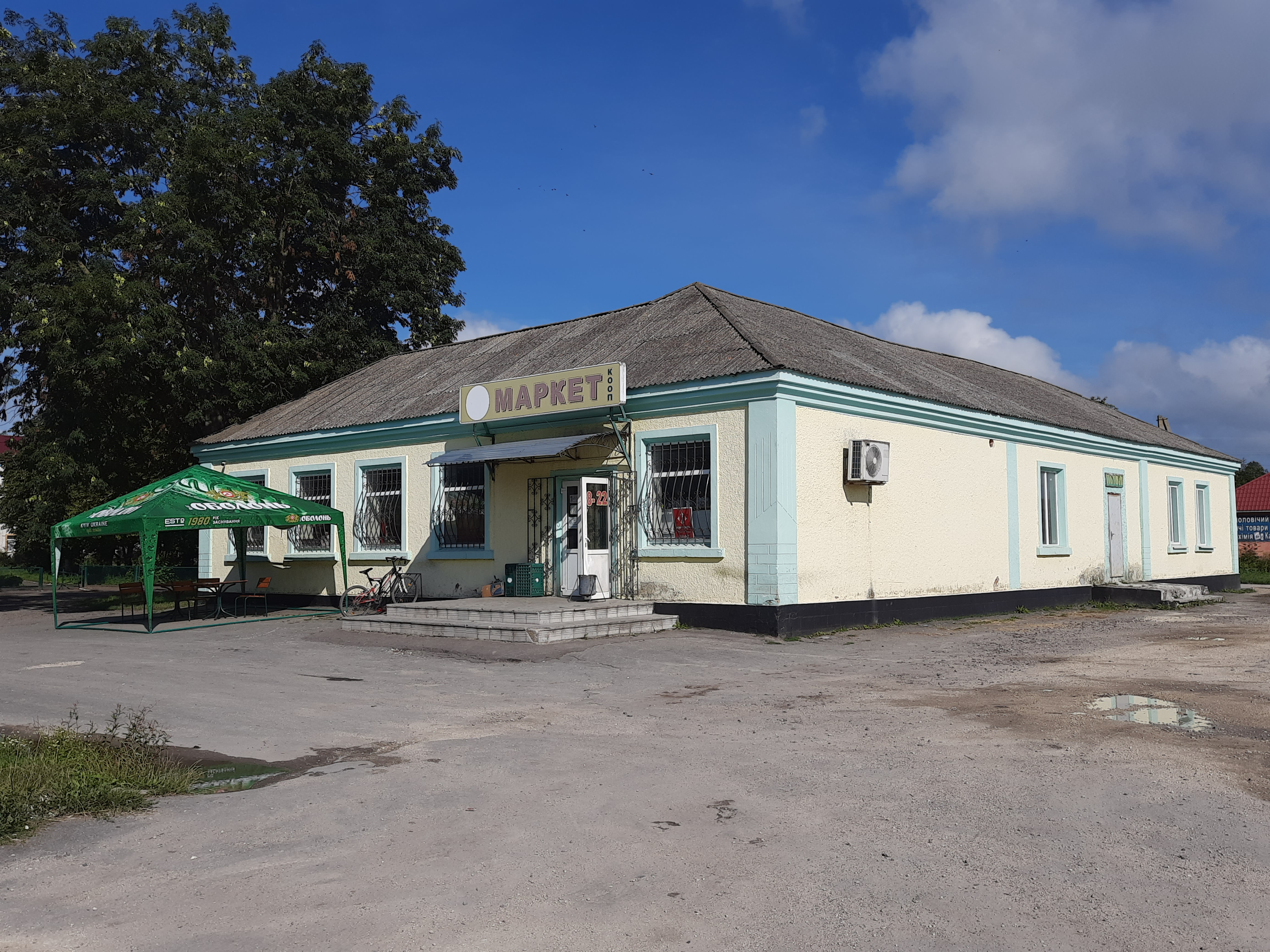
Крамниця
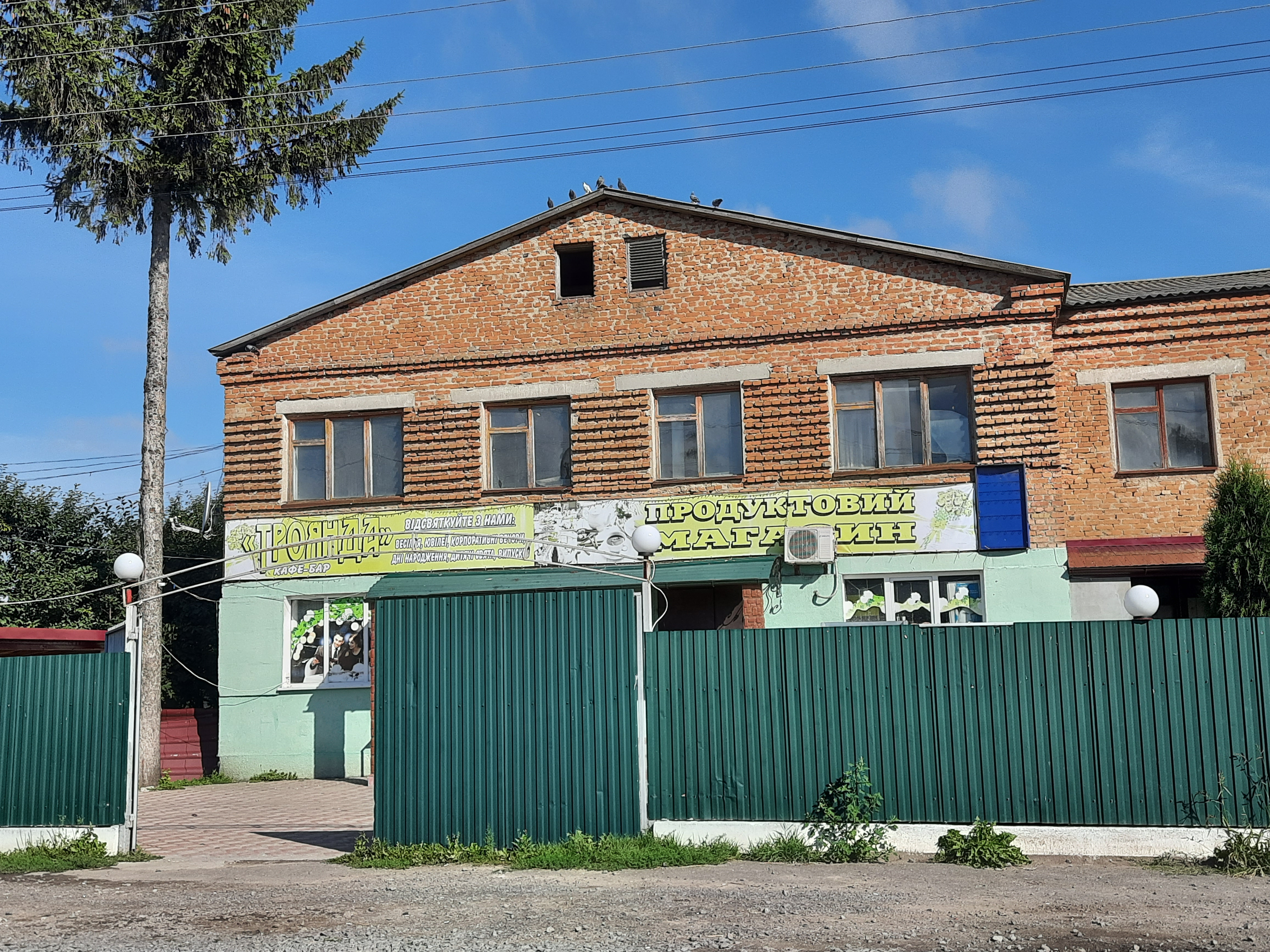
Крамниця
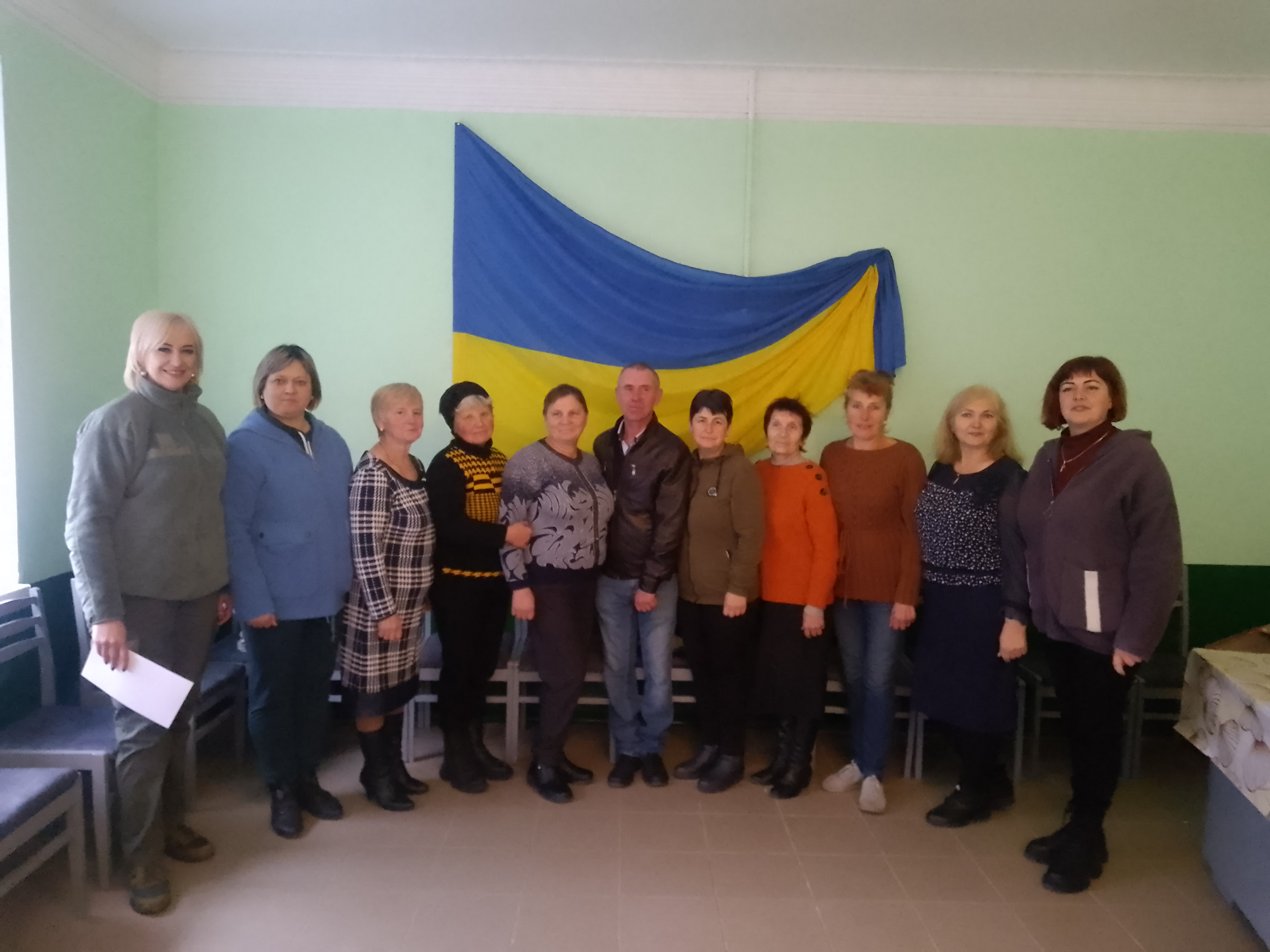
Святецькі волонтери